# NEW BEST 男闘呼組
『NEW BEST 男闘呼組』（ニュー・ベスト おとこぐみ）は男闘呼組の2枚目のベスト・アルバム。1994年11月23日にBMGビクターから発売された。

## 内容
解散後にリリースされたレコード会社主導によるベスト・アルバム。
1988年〜1990年発表の楽曲を中心に収録している。
形態が4パターン存在することで、発売当時話題となったデビュー曲、「DAYBREAK」のB面が3曲選曲されアルバムに初収録となっている。

## 誤植
トラック2について、パッケージおよび歌詞カード上ではシングル版「秋」となっているが、実際に収録されているのは「TIME ZONE」のB面曲「秋 -It's a ballad-」である。そのため、シングル版「秋」は1999年に『HIT COLLECTION』が発売されるまでアルバム未収録であった。

## 収録曲
1. DAYBREAK
2. 秋
3. TIME ZONE
4. CROSS TO YOU
5. 別離のハイウェイ
6. Burn it
7. ロックよ静かに流れよ -Crossin' Heart-
8. 第二章 追憶の挽歌
9. ROCKIN' MY SOUL
10. 熱くささやかな叫び
11. DON'T SLEEP
12. 翼なき疾走
13. OVER THE RAIN
14. THE REAL
15. Stand Out

## 参加ミュージシャン
- 前田耕陽 - ボーカル、キーボード
- 成田昭次 - ボーカル、ギター
- 高橋和也 - ボーカル、ベース
- 岡本健一 - ボーカル、ギター
  - 江口信夫 - ドラム
  - 馬飼野康二 - キーボード